# Erva-moura
A erva moura ou erva-gardiniana  (Solanum nigrum) é uma planta herbácea da  família das solanaceaes. É originária da Eurásia, tendo sido introduzida noutras partes do mundo, nomeadamente no continente americano e na Australásia. Trata-se de uma planta aparentada com a  beringela (Solanum melongena) e o  tomate (Solanum lycopersicum) e neste momento cresce silvestre em quase todo o mundo.
De acordo com o terreno e condições de nutrição, pode tornar-se bastante tóxica, contendo elevadas concentrações de solanina, alcalóide que a planta emprega como defesa contra os predadores. Esta planta apresenta um certo uso em fitoterapia.
Em algumas regiões do Brasil ela é popularmente conhecida como "mata-cavalo" ou arrebenta cavalo, devido ao seu potencial altamente tóxico, supostamente capaz de matar até mesmo um cavalo se este vier a ingeri-la. Também é chamada de aguaraquiá, aguaraquiá-açu, araxixu, caaxixá, caraxixu, erva-noiva, guarataquiginha, guaraquim, pimenta-de-cachorro, pimenta-de-galinha, pimenta-de-rato.

## Outras fotos

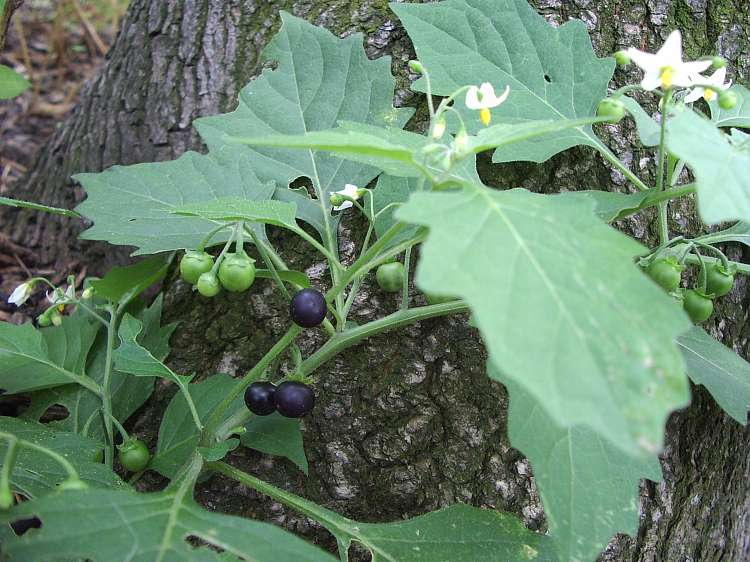
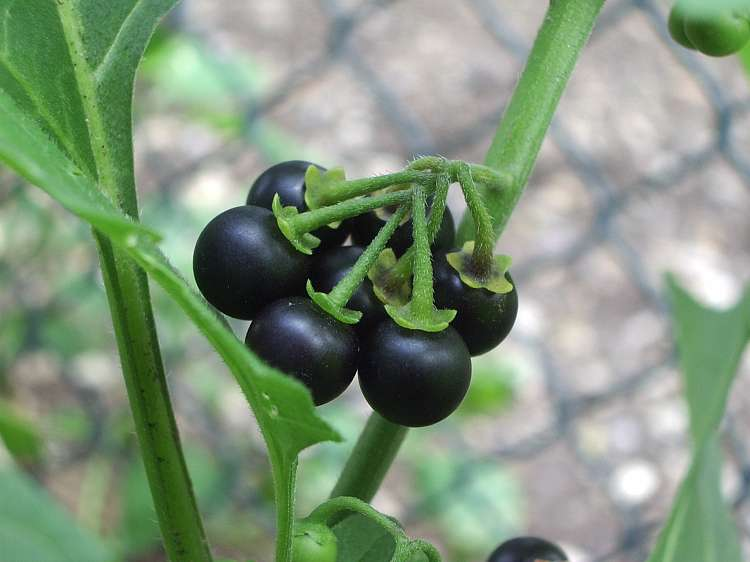